# Josh Cumbee
Joshua "Josh" Kissiah Cumbee (Anaheim) is een Amerikaans zanger, liedjesschrijver en producer.

## Carrière
In zijn jeugd werd Cumbee geïnspireerd door de muziek van U2, OneRepublic en Coldplay. Nadat hij zijn highschool had afgemaakt, ging hij naar de University of Southern California, waar hij in 2008 een "Undergrad. Music Industry Degree" haalde. In 2010 schreef hij voor het eerst de muziek bij twee korte films, Chance en Check Engine, waarbij hij bij de laatste tevens optrad als co-producer.
In 2012 was de naam van Cumbee voor het eerst te vinden op een officiële muziekopname; op het nummer "I Feel Immortal" van Kerli, dat verscheen op de soundtrack van de film Frankenweenie, was hij verantwoordelijk voor het strijkersarrangement. In 2014 produceerde hij "Broken Wings" van Anastacia van haar album Resurrection en bespeelde ook de instrumenten op het nummer, wat zijn eerste van vele samenwerkingen was met Toby Gad.
In 2015 was Cumbee co-producer van twee nummers van het album Rebel Heart van Madonna, "Joan of Arc" en "Iconic". Ook was hij voor het eerst te horen als achtergrondzanger op de nummers "No Filter" van Chris Brown en "Hey Boy" van Take That. Dat jaar ontving hij ook een nominatie voor een Grammy Award in de categorie "Best Reggae Album" voor het album Full Frequency van Sean Paul, waar hij optrad als engineer. Tevens was hij genomineerd voor een Latin Grammy Award in de categorie "Album of the Year" voor het album Creo en mí van Natalia Jiménez. Geen van deze nominaties zorgden echter voor een overwinning.
In 2017 was Cumbee voor het eerst te horen als leadzanger op een nummer; "Sunny Days" van Armin van Buuren, welke hij ook co-geschreven en -geproduceerd heeft. Dit nummer werd een hit in Europa, waarbij in Nederland met een vierde plaats in de Top 40 de hoogste positie werd bereikt. Later dat jaar verscheen er een kerstversie van dat nummer onder de titel "Christmas Days".

## Discografie

### Singles
| Single met eventuele hitnotering(en) in de Nederlandse Top 40 | Datum van verschijnen | Datum van binnenkomst | Hoogste positie | Aantal weken | Opmerkingen                                                    |
| ------------------------------------------------------------- | --------------------- | --------------------- | --------------- | ------------ | -------------------------------------------------------------- |
| Sunny Days                                                    | 16-06-2017            | 01-07-2017            | 4               | 26           | Alarmschijf / met Armin van Buuren Nr. 19 in de Single Top 100 |
| Don't give up on me                                           | 2019                  | 06-04-2019            | tip27*          |              | met Armin van Buuren & Lucas & Steve                           |

| Single met hitnotering(en) in de Vlaamse Ultratop 50 | Datum van verschijnen | Datum van binnenkomst | Hoogste positie | Aantal weken | Opmerkingen          |
| ---------------------------------------------------- | --------------------- | --------------------- | --------------- | ------------ | -------------------- |
| Sunny Days                                           | 16-06-2017            | 01-07-2017            | tip37           | -            | met Armin van Buuren |

### NPO Radio 2 Top 2000
| Nummer met noteringen in de NPO Radio 2 Top 2000 | '17  | '18 | '19  | '20  | '21  | '22  |
| ------------------------------------------------ | ---- | --- | ---- | ---- | ---- | ---- |
| Sunny Days (met Armin van Buuren)                | 1855 | 846 | 1152 | 1372 | 1573 | 1877 |

1. ↑  Een vetgedrukt getal geeft de hoogste notering aan.
2. ↑  2017 was het eerste jaar met een notering voor dit nummer.
3. ↑  Deze tabel is bijgewerkt tot en met de laatste editie (2024).

- MusicBrainz: 732c8597-fb8f-443c-bde1-f39f6b172c7b
- Virtual International Authority File: 431154590204343082090